# ريبيكا فيرغسون
ريبيكا فيرغسون لويزا صندستروم (بالسويدية: Rebecca Ferguson)‏ هي ممثلة سويدية من مواليد 9 أكتوبر 1983 بمدينة ستوكهولم. معروفة بدور إليزابيث وودفيل في المسلسل التاريخي الملكة البيضاء، والذي أكسبها ترشيح لجائزة غولدن غلوب. في 2015، شاركت في فيلم الحركة مهمة مستحيلة: أمة منشقة.

## قائمة أعمالها

### الأفلام
| عنوان                           | السنة | الدور         | ملاحظات       |
| ------------------------------- | ----- | ------------- | ------------- |
| Strandvaskaren                  | 2004  | آماندا        |               |
| Plus                            | 2008  |               | فيلم قصير     |
| Irresistible                    | 2009  | امرأة         | فيلم قصير     |
| Flyga, inte dala                | 2009  |               | فيلم قصير     |
| Lennart                         | 2009  |               | فيلم قصير     |
| Arkiv                           | 2010  |               | فيلم قصير     |
| A One-Way Trip to Antibes       | 2011  | ماريا         |               |
| Vi                              | 2012  | ليندا         |               |
| Cold Night                      | 2013  |               |               |
| The Vatican                     | 2013  | أوليفيا بورغس | فيلم تلفزيوني |
| Hercules                        | 2014  | إرجينيا       |               |
| Despite the Falling Snow        | 2014  | كاتيا / لورين |               |
| مهمة مستحيلة: أمة منشقة         | 2015  | إيلسا فاوست   |               |
| Florence Foster Jenkins         | 2016  | كاثلين        |               |
| أعظم رجل عرض                    | 2017  | جاني ليند     |               |
| المهمة المستحيلة: تسقط          | 2018  | إلسا فاوست    |               |
| رجال في الملابس السوداء: دوليين | 2019  | ريزا ستافروس  |               |
| reminiscence                    | 2021  | mae           |               |
| كثيب                            | 2021  | الليدي جيسيكا |               |
| مهمة مستحيلة: الحساب الميت      | 2023  | إلسا فاوست    |               |
| كثيب: الجزء الثاني              | 2023  | الليدي جيسيكا |               |
| مهمة مستحيلة: الحساب النهائي    | 2025  | إلسا فاوست    |               |

### التلفزيون
| عنوان                     | السنة     | الدور           | ملاحظات                                                                                 |
| ------------------------- | --------- | --------------- | --------------------------------------------------------------------------------------- |
| Nya tider                 | 1999–2001 | آنا             | 54 حلقة                                                                                 |
| Ocean Ave                 | 2002      | كريسي اريكسون   | حلقة واحد                                                                               |
| Wallander                 | 2008      | لويز فريدمان    | حلقة: "Sidetracked"                                                                     |
| The Inspector and The Sea | 2013      | ياسمين لارسون   | حلقة: "Der Wolf im Schafspelz"                                                          |
| The White Queen           | 2013      | إليزابيث وودفيل | الدور الرئيسي 10 حلقات ترشحت—جائزة غولدن غلوب لأفضل ممثلة - مسلسل قصير أو فيلم تلفزيوني |
| The Red Tent              | 2014      | دينا بنت يعقوب  | مسلسل قصير                                                                              |
| الصومعة                   | 2023      | جولييت          | الدور الرئيسي                                                                           |